# Карабелеш, Андрей Васильевич
Андрей Васильевич Карабелеш (24 сентября 1906, Тибава, Береговский комитат, Австро-Венгрия — 4 сентября 1964, Закарпатье) — закарпатский русскоязычный поэт, педагог, деятель русского движения в Закарпатье.

## Биография
Андрей Карабелеш родился в семье лесника и все его раннее детство прошло среди карпатских гор. Позже он окончил Мукачевскую русскую гимназию (1925), затем грекокатолическую Ужгородскую духовную семинарию (1928) и философский факультет Карлового университета в Праге (1934).
Уже в студенческие годы поэт издал первые сборники стихотворений, все на русском языке — «Избранные стихотворения» (1928), «В лучах рассвета» (1929). В 1932 году перешёл в православие. После завершения учёбы в университете Андрей Карабелеш работал учителем в начальной школе (1934—1937), преподавал в Мукачевской русской гимназии (1937—1938), редактировал студенческий журнал «Наши стремления».
В марте 1939 года он был арестован венгерскими властями, затем освобождён по амнистии и уехал в Чехию, где участвовал в антифашистском движении. В 1942—1945 находился в нацистских концентрационных лагерях.
В 1945—1953 годах директор гимназии в Свитавах (Чехия), с 1953 стал преподавателем университета имени Шафарика в Прешове. Вступил в украинскую секцию Союза словацких писателей, писал на русском языке. В послевоенные годы были написаны роман «Живые тени», повесть «Последние ночи», сборник рассказов «В горах и лесах», поэзии «У чужих берегов».
Во время кризиса 1956 года критиковал социалистическую систему, за что его исключили из Союза писателей, он уехал в Чехию. После позитивной публикации о поэте Петра Линтура в начале 1957 на Закарпатье развернулась критика идеологических «грехов» в творчестве Андрея Карабелеша. В 1964 году вернулся в Закарпатье, где вскоре он и умер.

## Публикации
- Карабелеш Андрей. В Карпатах: Сборник стихотворений. Пряшев, 1955. — 245 с.
- Карабелеш Андрей. В лучах рассвета. Ужгород: Изд. о-ва «Школьная помощь», 1929. — 336 с., 1 л. портр.
- Карабелеш Андрей. Избранные стихотворения. Ужгород: Книгопечатная Г. Миравчика, 1928. — 96 с. — (Изд. культурно-просветительного общества имени Александра Духновича в Ужгороде. Вып. 36)
- Карабелеш Андрей. На смертельном рубеже…: (Записки из фашистских концлагерей) / Предисл. «Поэт-узник». Пряшев, 1953. — 332 с. — 2000 экз